# Eparchia syktywkarska
Eparchia syktywkarska – jedna z eparchii Rosyjskiego Kościoła Prawosławnego, z siedzibą w Syktywkarze, utworzona w październiku 1995. Początkowo obejmowała całe terytorium Republiki Komi.
W 2012 w skład eparchii wchodziło 345 parafii, zgrupowanych w 27 dekanatach. W wymienionym roku w eparchii pracowało 126 księży.
16 kwietnia 2016 z administratury wydzielono nową eparchię – workucką, jednak z tych dwóch eparchii (macierzystej i nowej) nie utworzono metropolii.
Organem prasowym eparchii jest miesięcznik „Jeparchialnyje wiedomosti”.

## Monastery
W 2012 na terenie eparchii działało 7 monasterów:
- Monaster Trójcy Świętej i św. Stefana Permskiego w Ulianowie, męski
- Monaster św. Michała Archanioła w Ust-Wym, męski
- Monaster Narodzenia Matki Bożej w Ważkurii, męski
- Monaster Ikony Matki Bożej „Szybko Spełniająca Prośby” w Pieczorze, żeński
- Monaster św. Serafina z Sarowa w Yb, żeński
- Monaster św. Stefana Permskiego i św. Atanazego w Wotczy, żeński
- Monaster Podwyższenia Krzyża Pańskiego w Kyłtowie, żeński

## Biskupi syktywkarscy
- Pitirim (Wołoczkow), 2016-2025[2]
- Filip (Nowikow), od 2025[3]